# Винтороги антилопи
Винторогите антилопи (Strepsicerotini), известни още като горски антилопи, са 9 вида едри африкански антилопи от 2 рода, включени в състава на подсемейство Говеда (Bovinae), семейство Кухороги (Bovidae). Отличават се с големи размери, дълга шия и спираловидно извити рога с ясно изразен полов диморфизъм. Седем от деветте вида са повече или по-малко застрашени от изчезване.

## Класификация
- семейство Bovidae -- Кухороги
  - подсемейство Bovinae -- Говеда
    - триба Strepsicerotini -- Винтороги антилопи
      - род Tragelaphus
        - Tragelaphus spekeii -- Ситатунга
        - Tragelaphus angasii -- Ниала
        - Tragelaphus scriptus -- Бушбок
        - Tragelaphus buxtoni -- Планинска ниала
        - Tragelaphus imberbis -- Малко куду
        - Tragelaphus strepsiceros -- Голямо куду
        - Tragelaphus eurycerus -- Бонго

      - род Taurotragus
        - Taurotragus oryx -- Кана, обикновена кана
        - Taurotragus derbianus -- Гигантска кана

| Портал | Портал „Африка“ съдържа още много статии, свързани с Африка. Можете да се включите към Уикипроект „Африка“. |